# المشرافة (بني وائل)

تعديل مصدري - تعديل

المشرافة محلة تابعة لقرية الحلو، التابعة لعزلة بني وائل بمديرية حزم العدين إحدى مديريات محافظة إب في الجمهورية اليمنية، بلغ تعداد سكانها 33 حسب تعداد اليمن لعام 2004.